# Seaside (framework)
Pour les articles homonymes, voir Seaside.
Seaside est un cadriciel (framework) pour le développement d'applications web, il est écrit en Smalltalk. Il fait un usage intensif de continuation afin d'imiter le maintien de l'état de l'application avec le protocole sans connexion  HTTP. C'est le seul framework web majeur à utiliser les continuations comme une partie fondamentale du comportement de l'application. Seaside possède une architecture basée sur les composants, ceux-ci étant caractérisés par un couplage faible.
Seaside utilise une façon particulière de générer les pages HTML, contrairement à la solution courante qui consiste à utiliser un template, ce framework génère les balises de la page HTML à l'aide de méthodes sur une classe responsable du rendu (WAHtmlRenderer).
C'est un logiciel libre distribué selon les termes de la licence MIT.
Seaside est capable de fonctionner sur plusieurs implémentations de Smalltalk, dont Pharo, Squeak et GNU Smalltalk.